# Dmitrij Syčev
Dmitrij Jevgeňjevič Syčev (standardním přepisem Dmitrij Syčov, rusky  Дми́трий Евге́ньевич Сычёв, * 26. října 1983 Omsk) je ruský fotbalista, hrající na pozici útočníka nebo ofenzivního záložníka.

## Kariéra
V lednu 2002 přestoupil z druholigového Spartaku Tambov do FK Spartak Moskva, kde na sebe upozornil šesti brankami na Poháru Společenství nezávislých států a byl pro svůj talent přirovnáván k Michaelu Owenovi. Již v osmnácti letech byl povolán do reprezentace a startoval na mistrovství světa ve fotbale 2002, kde skóroval v utkání proti Belgii a získal za své výkony uznání odborníků. Po šampionátu způsobil skandál, když svévolně odešel ze Spartaku a byl potrestán čtyřměsíčním zákazem činnosti, poté podepsal zároveň smlouvu s FK Dynamo Kyjev i s francouzským Olympique de Marseille. Nakonec odešel do Marseille, kde se však v konkurenci Didiera Drogby a Mida neprosadil do základní sestavy a od roku 2004 hrál za FK Lokomotiv Moskva. Startoval na mistrovství Evropy ve fotbale 2004, v tomto roce také vyhrál s Lokomotivem ruskou ligu a stal se fotbalistou roku, v roce 2005 vyhrál Pohár SNS a v roce 2007 Ruský fotbalový pohár. Na mistrovství Evropy ve fotbale 2008 získal s ruským týmem bronzovou medaili. V roce 2012, kdy se trenérem Lokomotivu stal Slaven Bilić, byl Syčev vyřazen z kádru a odeslán na hostování, naposledy působil v roce 2015 v kazašském Okžetpes FK, od té doby je bez angažmá.